# Sønder Onsild
Sønder Onsild es una localidad situada en el municipio de Mariagerfjord, en la región de Jutlandia Septentrional (Dinamarca). Tiene una población estimada, a inicios de 2021, de 482 habitantes.
Está ubicada al noreste de la península de Jutlandia, en la península de Himmerland, frente a la costa del Kattegat, mar Báltico.